# Organismen
Per Johan Hellqvist, tidigare känd under artistnamnet Organism 12, numera Organismen, född 7 mars 1980 i Gottsunda församling, är en svensk rappare från Uppsala. Han är bland annat medlem i grupperna Mobbade barn med automatvapen, Sedlighetsroteln, Ungdumshälsan och Det Blå Skåpet. Hellqvist har samarbetat med Promoe, Ison, Chords, Adam Tensta, Petter, Snook, Spakur med flera.
Artistnamnet kommer ursprungligen från filmen Gröna ögon från rymden, där en katt från rymden letar efter "Org 12", som visar sig vara det vi människor kallar för guld, för att reparera sitt kraschade tefat.

## Diskografi
- 1998 – Full och förvirrad
- 1999 – Den där Herr Ågren
- 2001 – Bakom kulisserna
- 2002 – Ett hund
- 2004 – Petar på döda saker med pinnar
- 2005 – Garotta Di Ansjovis
- 2006 – Versioner vol. 1
- 2007 – Versioner vol. 2
- 2009 – Bill & Bull
- 2009 – Om Gud vill och vädret tillåter
- 2010 – Marionetten
- 2010 – Högt i tak
- 2012 – God morgon framtid
- 2012 – Högt I Tak Vol. 2
- 2014 – Alla kungar bär inte krona
- 2016 – Inte En Dag För Sent
- 2017 – Mitt Andra Dygn
- 2019 – Polarns Golf
- 2020 – Morbrorn Du Aldrig Hade

## Grupper

### Mobbade barn med automatvapen
Mobbade barn med automatvapen är[var?] en grupp bestående av Hellqvist, DJ Large och Pst/Q samt tidigare Leo och Seron som hoppat av.

#### Diskografi
- 2000 – Vulgära vovvar
- 2002 – Musiken/Stress syndrome (splitsingel tillsammans med Form One)
- 2003 – Nu ännu drygare

### Retarderat eleverade
Retarderat eleverade bestod av Hellqvist och Seron. Då Seron slutat rappa torde projektet kunna anses som avslutat.

#### Diskografi
- 1999 – Retarderat Eleverade - Kassett
- 2000 – Retarderat Eleverade III "Tootaosen" - Kassett
- 2000 – Hotel No Monkey Business - Vinyl, EP

### Ungdumshälsan
Ungdumshälsan är[var?] ett projekt bestående av Hellqvist och Öris.

#### Kassettband
- 2000 - 8 anledningar att hata ett tape

##### Låtlista
1. Hay Lover
2. Bandidit Skizniten
3. Rökskadad
4. Session (Blåljus)
5. Mambo #666
6. Mördarna
7. Gangstårr Rapp
8. Whore's Head
9. Dra Åt Helvete